# Kazuhisa Hamaoka
Kazuhisa Hamaoka (濱岡 和久 Hamaoka Kazuhisa?, nacido el 28 de febrero de 1981 en Nagasaki) es un exfutbolista japonés. Jugaba de centrocampista y su último club fue el Tochigi Uva FC de Japón.

## Trayectoria

### Clubes
| Club                | País  | Año         |
| ------------------- | ----- | ----------- |
| Oita Trinita        | Japón | 1999 - 2000 |
| Ehime FC            | Japón | 2001 - 2006 |
| Sagawa Printing     | Japón | 2007        |
| Banditonce Kakogawa | Japón | 2008        |
| Tochigi Uva FC      | Japón | 2010 - 2013 |
| Nara Club           | Japón | 2014        |
| MIO Biwako Shiga    | Japón | 2014        |
| Tochigi Uva FC      | Japón | 2015 - 2016 |